# 28 Zapasowa Dywizja Zmechanizowana
28 Zapasowa Dywizja Zmechanizowana (28 ZDZ) – związek taktyczny wojsk zmechanizowanych Sił Zbrojnych PRL.
Dywizja utworzona została w 1963 na bazie jednostek Śląskiego Okręgu Wojskowego jako zapasowy związek taktyczny formowany na wypadek wojny. Jej utworzenie przewidywał Plan mobilizacyjny PM-63. Dywizja podporządkowana była dowódcy OW.
W 1972 w jej miejsce utworzona została 28 Rezerwowa Dywizja Zmechanizowana.